# Leymah Gbowee
Leymah Roberta Gbowee, née le 1er février 1972 au Liberia, est une travailleuse sociale libérienne. Elle est militante pour la paix en Afrique, et elle est co-lauréate du prix Nobel de la paix en 2011 avec Ellen Johnson Sirleaf et Tawakkul Karman, et lauréate du prix international pour la paix de la communauté du Christ en 2016.

## Biographie
Leymah Gbowee naît le 1er février 1972. Elle est âgée de 17 ans, lorsque la première guerre libérienne éclate en 1989, jetant le pays dans le chaos jusqu'en 1996. Elle vit à Monrovia, capitale du Liberia. C'est au cours d'une formation sur trois mois que la jeune femme prend conscience des violences genrées en général, et plus particulièrement celles commises par le père de ses deux enfants. 
En quête d'une situation plus stable économiquement et socialement, elle quitte le Liberia avec son partenaire et ses enfants. Sa famille et elle vivront alors au Ghana, dans une situation de grande pauvreté, avant de retourner au Liberia. 
Dans le but d'intégrer le programme d'études associé en travail social au Mother Patern College of Health Sciences, Leymah Gbowee devient volontaire au programme de l'Église luthérienne du Liberia. Ce Programme de guérison et de réconciliation contre les traumatismes (THRP) marque le début du voyage de Gbowee vers la promotion de la paix. 
En effet, les Églises du Liberia ont été actives dans les efforts de paix depuis le début de la guerre civile. En 1991, des pasteurs luthériens, des chefs laïcs, des enseignants et des agents de santé se sont joints à la Christian Health Association of Liberia pour tenter de réparer les dommages psychiques et sociaux laissés par la guerre. 
Leymah Gbowee, diplômée d'art en 2001, s'appuie sur sa formation en guérison des traumatismes et la réconciliation pour contribuer à la réhabilitation d'anciens enfants soldats de l'armée de Charles Taylor. Entourée d'images de guerre, elle s'est rendu compte que « si des changements devaient être apportés à la société, ce devait être par les mères ». Ainsi s'entame son combat : rallier les femmes du Liberia pour mettre fin à la violence qui détruit leurs enfants.

### Engagement dans la guérison des traumatismes
Au printemps 1999, alors que Leymah Gbowee est impliquée depuis un an dans le projet de guérison des traumatismes, son superviseur, Bartholomew Bioh Colley, pasteur de l'église luthérienne du Liberia, la présente à Samuel Gbaydee Doe, un homme « passionné et intelligent », d'origine libérienne, qui venait de décrocher une maîtrise dans une université chrétienne aux États-Unis spécialisée dans les études de consolidation de la paix,. Samuel Doe est alors directeur exécutif de la première organisation de paix régionale en Afrique, le West Africa Network for Peacebuilding (WANEP), qu'il a cofondé en 1998 au Ghana.
Encouragée par Bartholomew Colley, Gbowee étudie le domaine de la consolidation de la paix, notamment The Politics of Jesus du théologien mennonite John Howard Yoder, ainsi que les œuvres de Martin Luther King Jr., Gandhi ou encore l'auteur et expert éthiopien en médiation de conflit et réconciliation Hizkias Assefa. 
Fin 1999, « WANEP cherchait activement à impliquer les femmes dans son travail et j'ai été invitée à une conférence au Ghana », a écrit Gbowee. Lors d'une conférence de suivi du WANEP en octobre 2000, Gbowee rencontre la nigérienne Thelma Ekiyor. Cette dernière partage à Gbowee sa volonté de contacter WANEP pour créer une organisation de femmes. L'année qui suit, Ekiyor obtient un financement de WANEP. S'organise alors la première réunion du Women in Peacebuilding Network (WIPNET) à Accra, au Ghana, à laquelle assistait Gbowee « Comment décrire l'excitation de cette première rencontre […] ? Il y avait des femmes de Sierra Leone, de Guinée, du Nigéria, du Sénégal, du Burkina Faso, du Togo - presque tous les seize nations ouest-africaines. À sa manière discrètement brillante, Thelma avait écrit à la main un manuel de formation de l'organisateur avec des exercices qui attireraient les femmes, les engageraient, leur enseigneraient les conflits et la résolution des conflits, et même les aideraient à comprendre pourquoi elles devraient être impliquées dans la résolution de ces problèmes. »

### Cheffe de file du mouvement des femmes
À la suite d'une session de formation WIPNET au Liberia, Gbowee et ses alliés, dont Asatu, une femme mandingue musulmane, ont commencé par « se rendre aux mosquées vendredi à midi après la prière, aux marchés le samedi matin, à deux les églises tous les dimanches ». Sur leurs tracts, on peut lire : « Nous sommes fatigués ! Nous sommes fatigués que nos enfants soient tués ! Nous sommes fatigués d'être maltraités !! Femmes, réveillez-vous - vous avez une voix dans le processus de paix ! ». 
En été 2002, Gbowee est reconnue comme la porte-parole et la dirigeante charismatique de l'action de masse des femmes du Liberia pour la paix, décrite comme un mouvement pour la paix qui a trouvé ses origines dans le chant et la prière des femmes au marché aux poissons. Gbowee a conduit des milliers de femmes chrétiennes et musulmanes à se rassembler à Monrovia pendant des mois. Elles ont prié pour la paix, en utilisant des prières musulmanes et chrétiennes, et ont finalement organisé quotidiennement des manifestations non violentes et des sit-in en contestation au pouvoir en place. Ces manifestations s'appuyaient notamment sur la menace d'une malédiction et d'une grève du sexe. Gbowee indique que « la grève [sexuelle] a duré, pendant quelques mois. Elle a eu peu ou pas d'effet pratique, mais elle a été extrêmement utile pour attirer l'attention des médias. ». 
Ces manifestations mettent la vie de ces femmes en péril. Elles abordent un tee-shirt blanc, symbole de paix, additionné au logo WIPNET. Le 23 avril 2003, Charles Taylor accorde finalement une audition pour les femmes, dont Gbowee, représentante désignée pour plaider la cause. Le président Charles Taylor leur promet alors une place à la table des négociations pour la paix et la réconciliation.  
Alors que les pourparlers s'éternisent, sans pour autant aboutir, les femmes sont toujours tenues à l'écart. Gbowee conduit des dizaines de femmes, qui sont devenues quelques centaines, à l'intérieur de l'hôtel où se déroulent les négociations. Gbowee transmet un message au principal médiateur, le général Abubakar (un ancien président du Nigeria), que les femmes allaient se serrer les coudes et rester assises dans le couloir, tenant les délégués en « otage » jusqu'à ce qu'un accord de paix soit conclu. Abubakar, qui s'est montré sympathique aux femmes, annonce alors avec amusement : « La salle de la paix a été saisie par le général Leymah et ses troupes. »
Alors que les hommes tentent de quitter la salle, Leymah et ses alliées menacent d'arracher leurs vêtements : « En Afrique, c'est une terrible malédiction de voir une femme mariée ou âgée se mettre délibérément à nu ». Avec le soutien d'Abubakar, les femmes restent assises à l'extérieur de la salle de négociation au cours des jours suivants, veillant à ce que « l'atmosphère des pourparlers de paix soit passée de cirque à sombre ».
La guerre du Liberia prend officiellement fin quelques semaines plus tard, avec la signature de l'Accord de paix global d'Accra le 18 août 2003. 
En plus d'aider à mettre fin à 14 ans de guerre au Liberia, ce mouvement de femmes a conduit à l'élection en 2005 d'Ellen Johnson Sirleaf à la présidence du Liberia, celle-ci devenant ainsi la première femme élue à la tête d'un pays d'Afrique. Sirleaf est co-récipiendaire du prix Nobel de la paix 2011 avec Gbowee et la journaliste yéménite Tawakkol Karman. Les trois ont reçu le prix « pour leur lutte non violente pour la sécurité des femmes et pour les droits des femmes à participer pleinement aux travaux de consolidation de la paix. »

### Construire la paix
Une agence des Nations unies est envoyée pour aider à désarmer le Liberia d'après-guerre civile, maintenir la paix, établir des procédures de gouvernance démocratique et lancer des efforts de reconstruction. Leymah Gbowee est consternée par l'arrogance, l'ignorance et l'insensibilité culturelle générale de cette délégation. « Les gens qui ont vécu un terrible conflit peuvent avoir faim et désespérer, mais ils ne sont pas stupides. Ils ont souvent de très bonnes idées sur la façon dont la paix peut évoluer, et ils doivent être interrogés. »
Son combat continue : elle plaide pour l'implication de la société civile libérienne, en particulier les organisations de femmes, dans la restauration du pays. 
À la fin de l'automne et de l'hiver 2003-2004, « le monde de la résolution des conflits, de la consolidation de la paix et du mouvement mondial des femmes » appelait Gbowee à rédiger des articles, à assister à des conférences et à expliquer autrement l'expérience et les points de vue de WIPNET.

## Distinctions
- L'exposition de Gbowee au milieu philanthropique de New York, aidée par Disney (proche de la femme), a ouvert la porte à une série de récompenses.   À partir de 2006, de la part de la John F. Kennedy School of Government à Harvard, ensuite par le Women's eNews, le prix Gruber pour les droits des femmes, le prix John F. Kennedy Profile in Courage, le prix Living Legends pour service à l'humanité, et plusieurs autres.
- 2011 : co-lauréate du prix Nobel de la paix, avec Ellen Johnson Sirleaf et Tawakkol Karman.
- 2012 :
  - Doctorat honoris causa, Université Rhodes[10]
  - Doctorat honoris causa, Université de l'Alberta[11].
- 2013 – Barnard College Medal of Distinction
- 2013 – The New York Women's Foundation Century Award
- 2014 – Oxfam America Right the Wrong Award
- 2016 : doctorat honoris causa, Dartmouth College[12]

## Publications
- Leymah Gbowee et Carol Mithers, Notre force est infinie [Mighty be our powers], Belfond, 2012.  (ISBN 9782714453082)